# 特别国家委员会
特别国家委员会，全称确立和调查德国法西斯侵略者及其同伙在苏联境内所犯暴行及对公民、集体农场、公共组织、国有企业和机构造成损害的特别国家委员会，是1942年，苏联在苏德战争期间成立的专门调查委员会，该委员会旨在“充分考虑纳粹恶行及其对苏联公民和社会主义国家造成的损害，确认德国法西斯罪犯的身份，以便将其送上法庭受到严厉惩罚；统一和协调苏联国家机构在这一领域已经开展的工作。”

## 成员
- 尼古拉·什维尔尼克 (1888–1970) – 主席
- 尼古拉·布尔坚科 (1876–1946)
- 鲍里斯·维德涅耶夫（俄语：Веденеев, Борис Евгеньевич） (1884–1946)
- 瓦莲京娜·格里佐杜波娃（英语：Valentina Grizodubova） (1909–1993)
- 安德烈·日丹诺夫 (1896–1948)
- 尼古拉斯（英语：Nicholas (Yarushevich)） – 基辅及加利西亚都主教
- 叶夫根尼·塔尔列 (1875–1955)
- 阿列克谢·尼古拉耶维奇·托尔斯泰 (1882–1945)
- 伊利亚·特赖宁（英语：Ilya Trainin） (1886–1949)